# جون برامويل
جون برامويل (بالإنجليزية: John Bramwell)‏ هو لاعب كرة قدم بريطاني في مركز ظهير ‏، ولد في 1 مارس 1937 في Ashton-in-Makerfield ‏ في المملكة المتحدة. لعب مع نادي إيفرتون ونادي لوتون تاون وويغان أتلتيك.